# شو (إله)

يتم تمثيل الإله المصري القديم شو كإنسان مع ريشة على رأسه ، لأنه مرتبط بالضوء والهواء. تعمل هذه الريشة كعلامة هيروغليفية لاسمه. يمكن تمثيل شو أيضًا على أنه أسد ، أو بغطاء رأس مزين بالريش.

شو (بالمصرية: šw، تعني «الخواء» أو «هو الذي يرتفع») أحد الآلهة المصرية البدائية، وتجسيد قبة السماء، والزوج الأخ للإلهة تفنوت، وأحد الآلهة التسعة في مجمع الآلهة في كونيات هليوبوليس. كان إله السلام والأسود والهواء والريح.

## الإله شو
أقدم أسطورة تتعلق بالإله شو تشير إلى أنه وأخته الإلهة تفنوت (بالإنجليزية: Tefnut)‏ ولدا من مني الإله أتوم أو من مخاط أنفه.
يرتبط الإله شو بالإلهة تفنوت (بالإنجليزية: Tefnut)‏ وعادة يذكرا سوياً في النصوص. اسمه كما يبدو مستخلص من الجذر شو الذي يعني جاف أو فارغ. وعليه فإن الإله شو كان يرتبط بالسخونة والجفاف ونور الشمس والفضاء الجاف الذي يملأ الفراغ بين السماء والأرض. إله الهواء والحياة. خلال فصله السماء عن الأرض أخذ دوراً ملموساً في خلق العالم.

## عائلته
هو زوج الربة تفنوت، وإبو الإله جب (بالإنجليزية: Geb)‏ إله الأرض وزوجته نوت (بالإنجليزية: Nut)‏ ربة السماء.
في اللاهوت الهليوبوليتاني، أنشأ أتوم الزوجين الأولين من التاسوع، شو وتيفنوت بالاستمناء أو بالبصق. كان شو والد نوت وجيب وجد أوزوريس وإيزيس وست ونفتيس. أحفاده هم حورس وأنوبيس.

## الأساطير

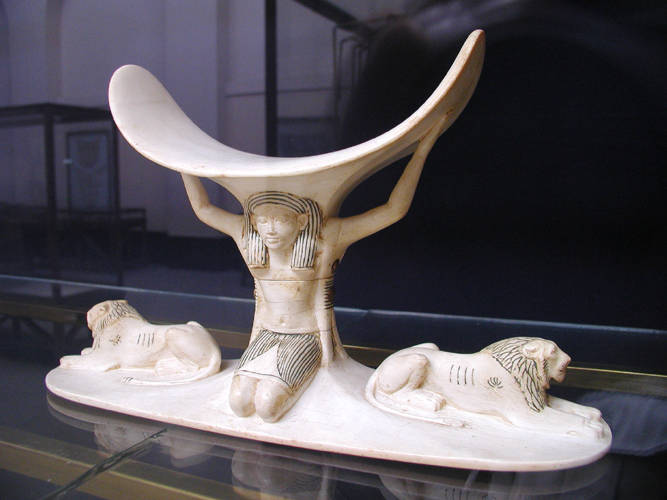
مسند الرأس مع شو، على القاعدة ، لدعم السماء

شو كان يعتبر مبردً امثل الهواء، وبالتالي مهدئًا، ومؤثرًا، ولهاية. نظرًا لارتباطه بالهواء الجاف والهدوء وبالتالي ماعت (الحقيقة والعدالة والنظام والتوازن)، تم تصوير شو على أنه الهواء الجاف / الغلاف الجوي بين الأرض والسماء، ويفصل بين العالمين بعد حدث المناسبة الأولى. تم تصوير شو أيضًا في الفن على أنه يرتدي ريشة نعام. شوهد شو مع ما بين واحد وأربعة ريشات. كان ريش النعام رمزا للخفة والفراغ. كان الضباب والغيوم أيضًا من عناصر شو وكانوا يُطلق عليهم غالبًا عظامه. وبسبب موقعه بين السماء والأرض، عُرف أيضًا بالريح.
في أسطورة لاحقة، تمثل كارثة طقس رهيبة في نهاية المملكة القديمة، قيل أن تيفنوت وشو جادلوا ذات مرة، وغادر تيفنوت مصر إلى النوبة (التي كانت دائمًا أكثر اعتدالًا). قيل أن شو سرعان ما قررت أنه يفتقدها، لكنها تحولت إلى قطة دمرت أي رجل أو إله يقترب منها. نجح تحوت المتنكّر في إقناعها بالعودة.
ربط الإغريق شو بأطلس، العملاق البدائي الذي حمل الأجرام السماوية، حيث تم تصويرهما وهما يحملان السماء.
وفقًا لعلم الكونيات الهليوبوليتان، فإن شو وتيفنت، أول زوج من العناصر الكونية، خلق آلهة السماء، نوت، وإله الأرض جب. قام شو بفصل نوت عن جب كما كانا في فعل الحب، مما خلق ازدواجية في العالم الظاهر: فوق وتحت، نور وظلام، الخير والشر. قبل انفصالهما، أنجبت نوت الآلهة إيزيس وأوزوريس ونفتيس (حورس) وست. اعتقد المصريون أنه إذا لم تفصل شو عن نوت (السماء) وجب (الأرض)، فلن تكون هناك طريقة لوجود حياة ظاهرة جسديًا.
يتم تمثيل شو في الغالب كرجل. فقط في وظيفته كمقاتل ومدافع كإله الشمس وأحيانًا يتلقى رأس أسد. يحمل عنخ رمز الحياة.

## تصويره
يتم تمثيل الإله المصري القديم شو كإنسان مع ريشة على رأسه ، لأنه مرتبط بالضوء والهواء. كما أن الريشة علامة هيروغليفية لاسمه. كما يمكن تمثيل شو أيضًا على أنه أسد.